# Dombås
Dombås je vesnice v Norsku. Nachází se v obci Dovre a slouží jako správní centrum horní části údolí Gudbrandsdal. Leží na významné křižovatce cest, jež odtud vedou na jih k současnému hlavnímu městu Norska, Oslu, na západ přes Lesju k přímořskému Åndalsnes a na sever k Trondheimu, bývalému hlavnímu městu. K 1. lednu 2017 zde žilo 1240 obyvatel.
V roce 1913 byla do Dombåsu prodloužena železniční trať Dovrebanen a osm let později pokračovala na sever k Størenu. V roce 1924 byla otevřena odbočná Raumabanen na Åndalsnes. V dubnu 1940 se zde odehrála bitva o Dombås, v níž norské jednotky vyhrály nad německými parašutisty.